# Sojod
Sojod è un centro abitato e comune (municipalité) del Libano situato nel distretto di Jezzin, governatorato del Sud Libano.